# 일레인 차오
일레인 란 차오(영어: Elaine Lan Chao, 중국어 정체자: 趙小蘭, 병음: Zhào Xiǎolán 자오샤오란[*], 1953년 3월 26일 ~ )는 미국의 공무원이다. 부시 행정부 밑에서 노동장관을, 트럼프 행정부 밑에서 교통장관을 지냈다. 공화당 상원 원내대표인 미치 매코널의 아내이기도 하다.

## 생애

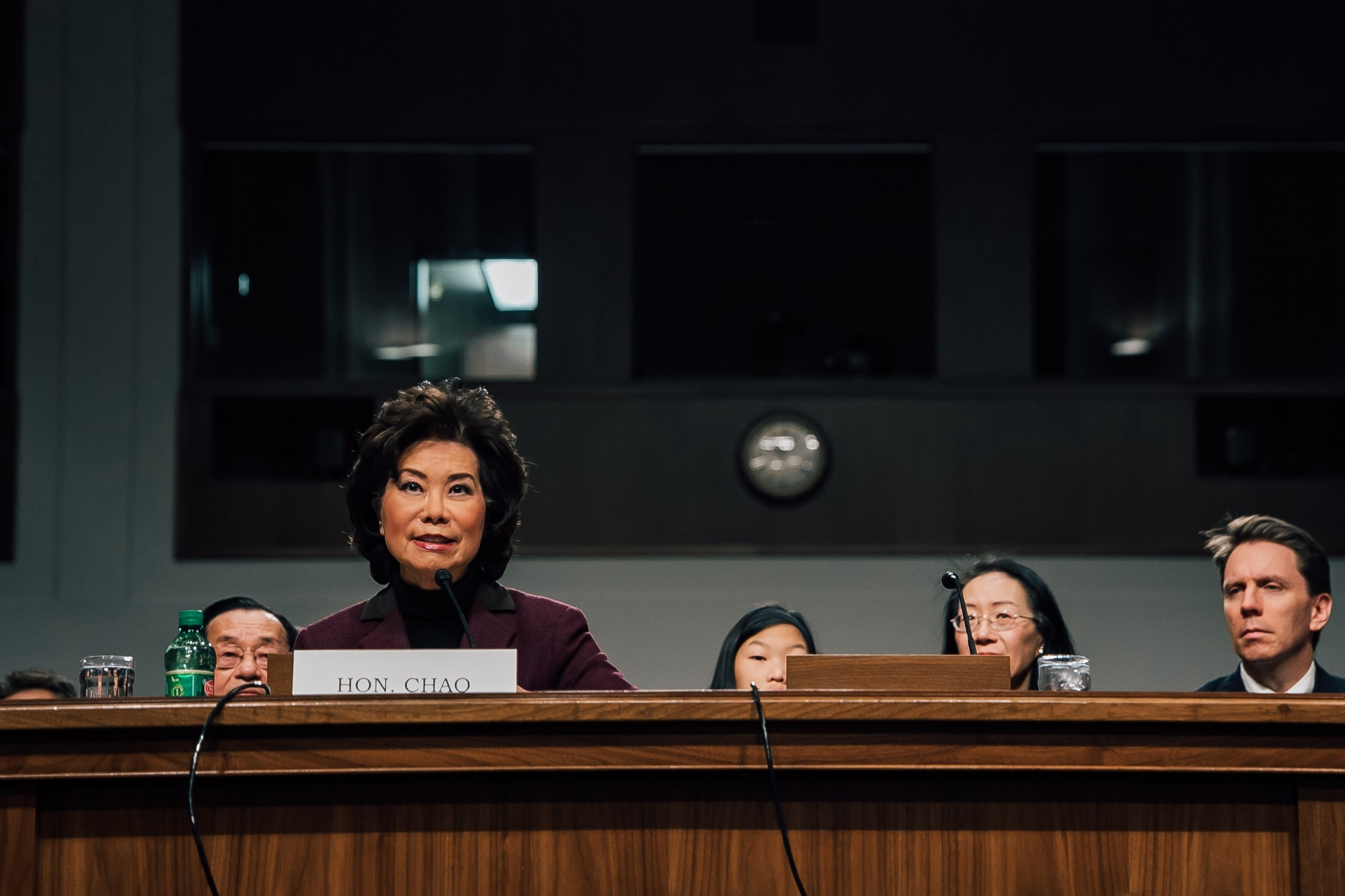
2017년 진행된 인준 청문회장에서

일레인 차오는 1953년 3월 26일 중화민국 타이완 타이베이시에서 태어났다.
2016년 11월 29일 도널드 트럼프 대통령 당선자에 의해 교통장관으로 지명됐다. 상원에서 인준 청문회가 진행된 후 찬성 93표, 반대 6표, 기권 1표로 인준 가결됐다. 반대표를 던진 의원은 코리 부커, 제프 머클리, 척 슈머, 커스틴 질러브랜드, 버니 샌더스, 엘리자베스 워런으로 모두 민주당 소속이거나 진보 성향이었다. 남편인 미치 매코널은 기권했다. 2017년 1월 31일부터 업무에 들어갔다. 2021년 미국 국회의사당 습격 사건 직후 가장 먼저 사임 의사를 밝혔고, 1월 11일부로 물러났다.